# Відслонення тортонських пісковиків із скупченням викопної тортонської фауни
Відсло́нення торто́нських пісковикі́в із ску́пченням викопно́ї торто́нської фа́уни — геологічна пам'ятка природи місцевого значення в Україні. Розташована в межах Миколаївського району Львівської області, при західній частині села Тростянець. 
Площа — 12 га. Заснована рішенням Львівської облради від 1984 року, № 495. Перебуває у віданні Бродківської сільської ради. 
Статус надано з метою збереження мальовничого урвище, складеного тортонськими пісковиками — це переважно щільно спресований, білий з жовтуватим відтінком пісок; місцями є скелясті породи з невеликими гротами. Пісок залягає горизонтальними шарами, в яких було знайдено рештки флори тортонського ярусу. 
Урвище простягається на бл. 200 м із заходу на схід уздовж автовшяху Миколаїв — Стільсько. Пам'ятка природи має важливе наукове та естетичне значення. 

## Галерея

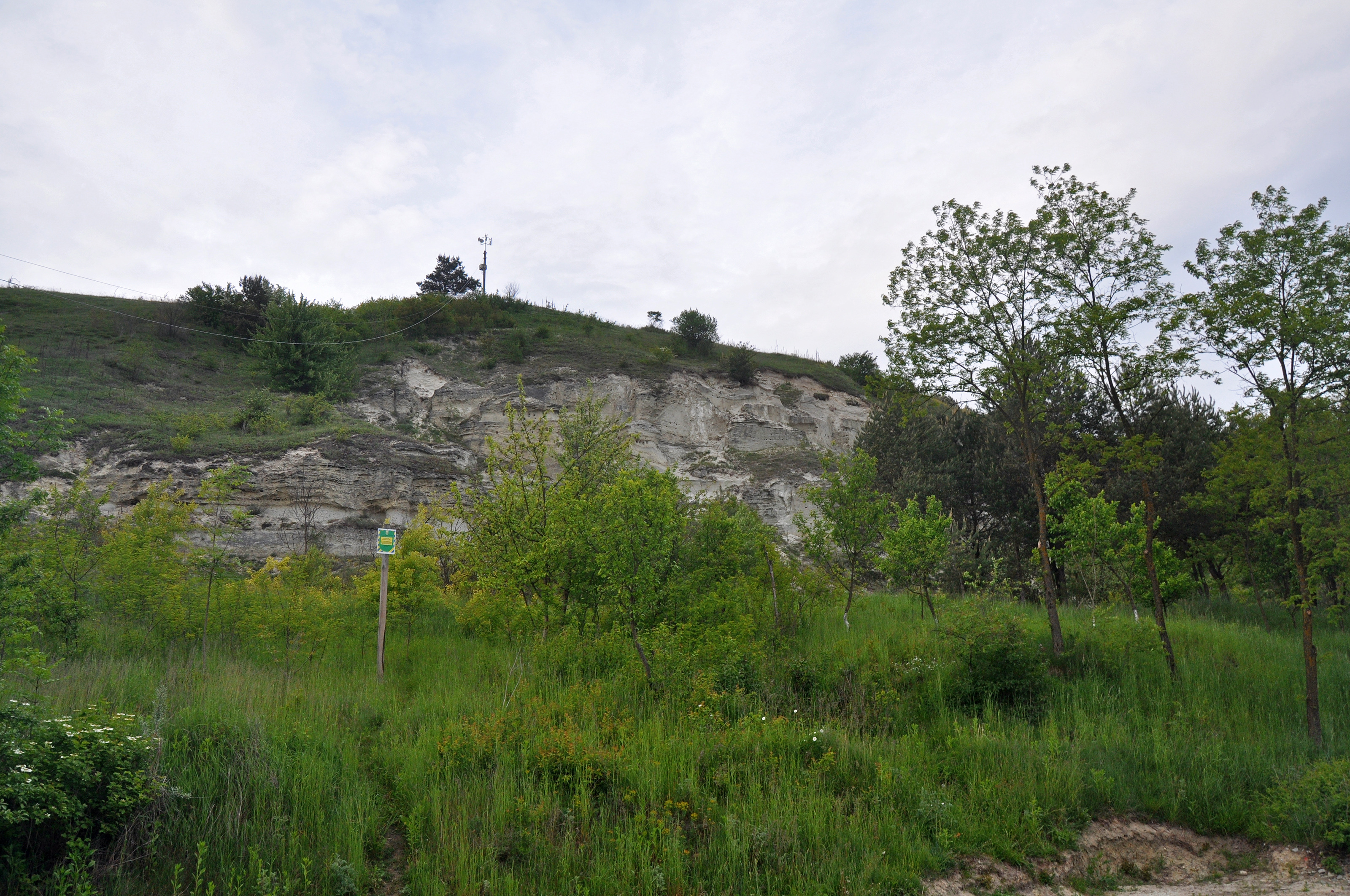
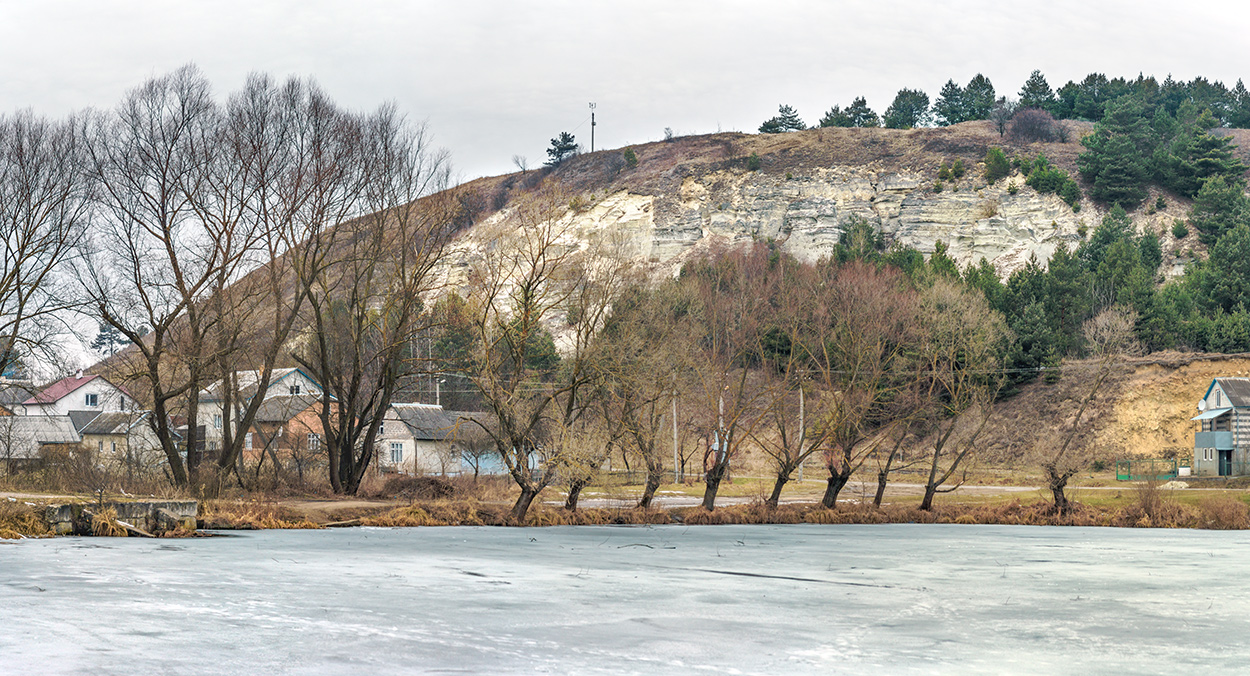
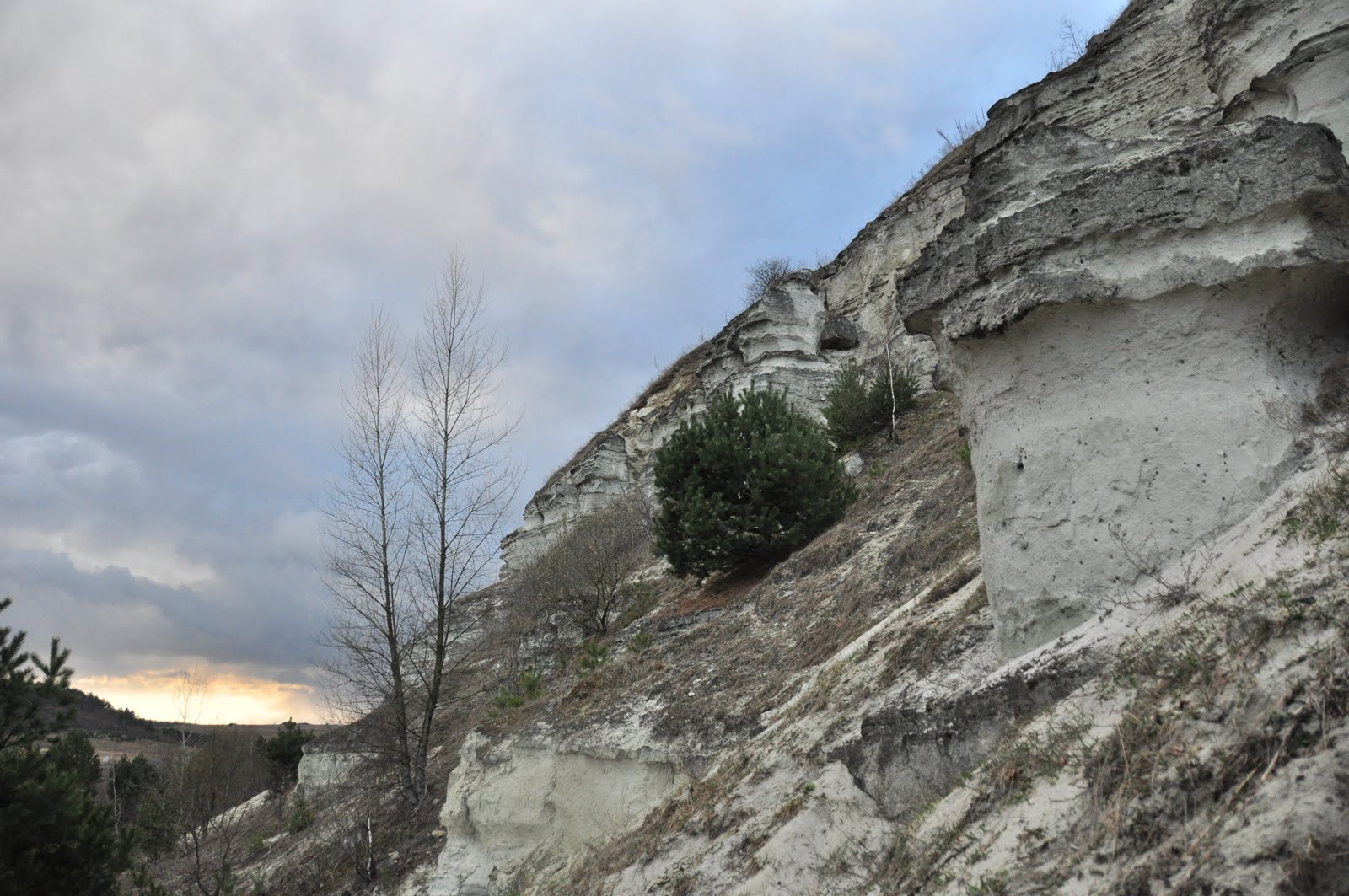
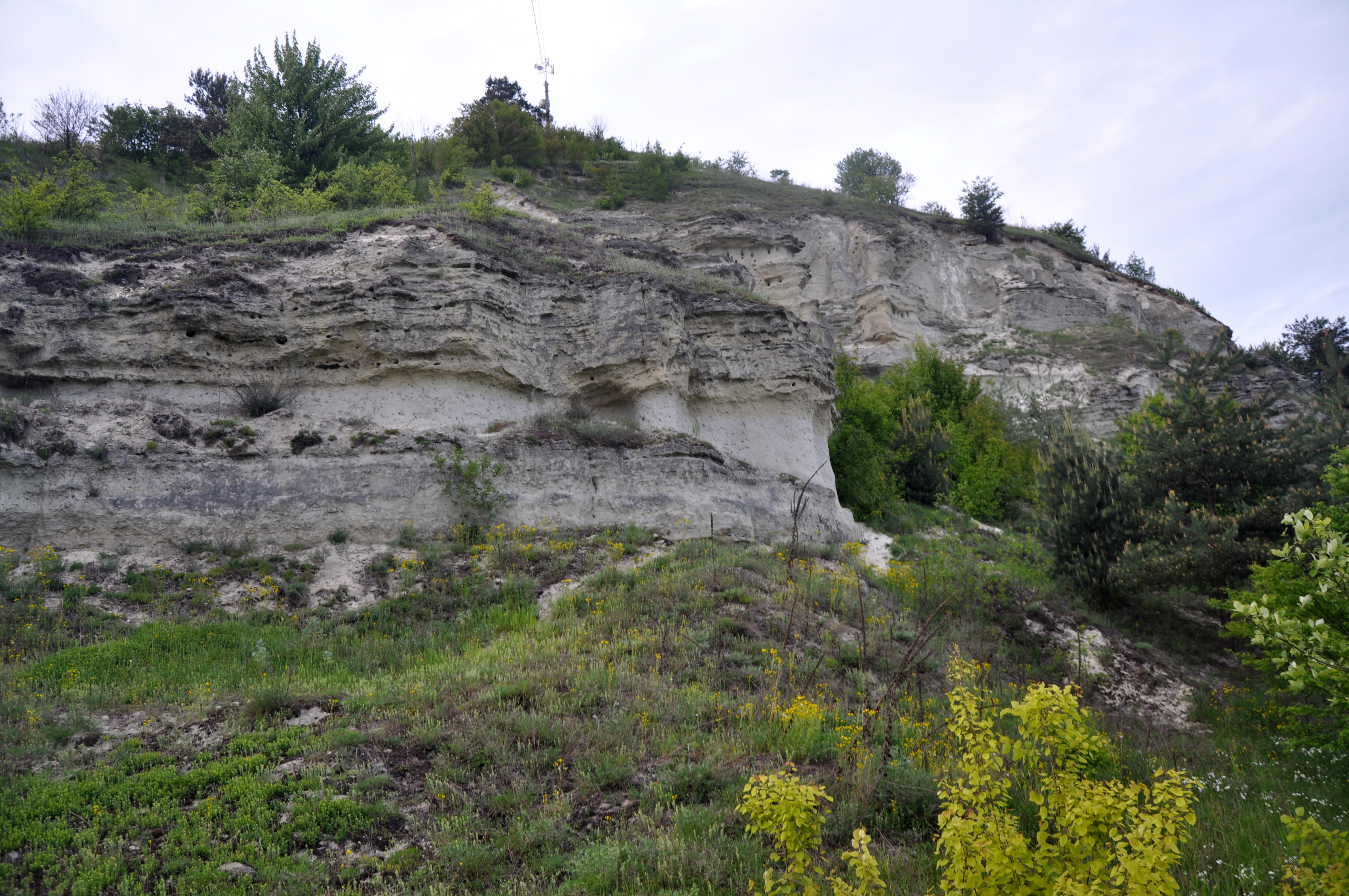